# Samuel Wagstaff
Samuel Standfield Wagstaff junior (* 21. Februar 1945 in New Bedford, Massachusetts) ist ein US-amerikanischer Mathematiker, der sich mit algorithmischer Zahlentheorie und Kryptographie beschäftigt.
Wagstaff studierte am Massachusetts Institute of Technology (Bachelor 1966) und promovierte 1970 an der Cornell University bei Oscar S. Rothaus (On infinite Matroids). Er war Professor an der University of Rochester, der University of Illinois at Urbana-Champaign, der University of Georgia und ist seit 1983 Professor an der Purdue University. Dort war er eines der Gründungsmitglieder des Center for Education and Research in Information Assurance and Security (CERIAS). Er war unter anderem Gastwissenschaftler am Institute for Advanced Study.
Er beschäftigte sich mit der Analyse von Algorithmen (speziell zahlentheoretischen Algorithmen), Kryptographie und parallelem Rechnen. Mit Jeff Smith baute er in den 1980er Jahren einen Spezialcomputer für die Faktorisierung (unter Verwendung der damals favorisierten Kettenbruchmethode), den „Georgia Cracker“. Mit Robert Silverman untersuchte er 1993 die Algorithmen für das Elliptische Kurven Faktorisierungsverfahren (ursprünglich von Hendrik Lenstra ersonnen).
Seit 1983 koordinierte er das „Cunningham Project“, das Tabellen der Faktorisierung von Zahlen der Form bⁿ±1 erstellt (von denen die Mersenne-Zahlen und Fermatzahlen Spezialfälle sind).
Nach Samuel Wagstaff wurde ein spezieller Typ Primzahlen benannt, die Wagstaff-Primzahlen.

## Schriften
- mit John Brillhart, Derrick Henry Lehmer, John L. Selfridge, Bryant Tuckerman: Factorization of bⁿ±1, b = 2,3,5,6,7,10,11,12 up to high powers, American Mathematical Society, 1983, 3. Auflage 2002 als elektronisches Buch, Online-Ausgabe
- Cryptanalysis of number theoretic ciphers, CRC Press 2002
- mit Carlos J. Moreno: Sums of Squares of Integers, CRC Press 2005
- Wagstaff The Cunningham Project, Fields Institute, PDF-Datei
- The joy of factoring, AMS, Student Mathematical Library 2013

## Verweise
1. ↑  Samuel Standfield Wagstaff, Jr. im Mathematics Genealogy Project (englisch)  abgerufen am 11. Dezember 2024.
2. ↑  Vorher war er an dessen Vorläufer (bis 1999) COAST (Computer operations, audit and security technology) beteiligt.
3. ↑  Jeff Smith, Samuel Wagstaff: Methods of factoring large integers, in Number Theory, New York 1984/5, Lecture Notes in Mathematics, Bd. 1240, Springer, 1987, S. 281, Jeff Smith, Samuel Wagstaff: How to crack an RSA Cryptosystem, Proceedings 14. Southeastern Conference on Combinatorics, Graph Theory and Computing, Boca Raton, Florida 1983
4. ↑  Robert Silverman, Samuel Wagstaff: A practical analysis of the elliptic curve factoring algorithm, Mathematics of Computation, Bd. 61, 1993, S. 445–462
5. ↑  Webseite des Cunningham-Projekts, benannt nach Allan Cunningham, der mit Herbert Woodall 1925 die ersten Tafeln veröffentlichte.

| Personendaten    | Personendaten                                    |
| ---------------- | ------------------------------------------------ |
| NAME             | Wagstaff, Samuel                                 |
| ALTERNATIVNAMEN  | Wagstaff, Samuel Standfield (vollständiger Name) |
| KURZBESCHREIBUNG | US-amerikanischer Mathematiker                   |
| GEBURTSDATUM     | 21. Februar 1945                                 |
| GEBURTSORT       | New Bedford (Massachusetts), Massachusetts       |